# 도요사토역 (홋카이도)
도요사토역(일본어: 豊郷駅)은 일본 홋카이도 사루 군 히다카정에 위치한 홋카이도 여객철도 히다카 본선의 철도역이다. 단선 승강장 1면 1선의 구조를 갖춘 지상역이었다.

## 이용 현황
- 1981년도 : 11명
- 1992년도 : 34명

## 역 주변
- 국도 제235호선

## 역사
- 1924년 9월 6일 : 히다카 척식철도 사루후토 역 - 아쓰가 역 간 연장 개업에 의해, 하에역으로서 개업. 일반역.
- 1927년 8월 1일 : 히다카 척식철도가 국유화에 의해 관설철도로 이관. 선로명을 히다카 선으로 개칭. 그것에 의해 이 노선의 역이 된다.
- 1943년 11월 1일 : 선로명을 히다카 본선으로 개칭, 그것에 의해 이 노선의 역이 된다.
- 1944년 4월 1일 : 도요사토역으로 개칭.
- 1960년 4월 1일 : 업무 위탁화.
- 1963년 4월 1일 : 화물 취급 폐지.
- 1977년 2월 1일 : 소화물 취급 폐지. 동시에 무인화.
- 1987년 4월 1일 : 일본국유철도 분할 민영화에 의해, 홋카이도 여객철도가 승계.
- 2021년 4월 1일 : 폐역.

## 인접 역
| 홋카이도 여객철도 히다카 본선 | 홋카이도 여객철도 히다카 본선 | 홋카이도 여객철도 히다카 본선 |
| ----------------------------- | ----------------------------- | ----------------------------- |
| 히다카몬베쓰 도마코마이 방면  | ■ 히다카 본선                 | 기요하타 사마니 방면          |